# تلمبه قلی رضایی
تلمبه قلی رضایی، روستایی در دهستان نجف‌آباد از توابع بخش مرکزی شهرستان سیرجان در استان کرمان است.

## جمعیت
این روستا در دهستان نجف‌آباد قرار دارد و براساس سرشماری مرکز آمار ایران در سال ۱۳۹۵، جمعیت آن ۲۹ نفر (۸ خانوار) بوده‌است.